# Quartier des Oiseaux (La Baule)
Le quartier des Oiseaux est un ensemble urbain de la station balnéaire de La Baule-Escoublac, dans le département français de la Loire-Atlantique.

## Présentation
Le quartier des Oiseaux est délimité au nord par l'avenue du Maréchal de Lattre-de-Tassigny, à l'ouest par l'avenue de la Concorde, au sud par le boulevard Darlu (front de mer) et à l'est par l'avenue des Impairs, l'avenue des Alcyons et l'avenue Olivier Guichard (anciennement avenue des Evens).
Toutes les avenues du quartier portent un nom d'oiseau.
Ce quartier, l'un des plus cotés de la station balnéaire, est jalonné de somptueuses villas édifiées pour la plupart entre la fin du XIXe siècle et le début du XXe siècle.

## Liste des avenues
- Allée des Aigrettes
- Avenue des Albatros
- Avenue des Alcyons
- Avenue des Cormorans
- Avenue des Courlis
- Allée des Cygnes
- Avenue des Eiders
- Allée des Frégates
- Avenue des Goélands
- Avenue des Grèbes
- Avenue des Ibis
- Allée des Mouettes
- Avenue des Pélicans
- Avenue des Pétrels
- Avenue des Pluviers
- Avenue des Sylphes
- Allée des Vanneaux